# Sebastian Ofner
Sebastian Ofner (n. 12 mai 1996, Bruck an der Mur, Stiria, Austria) este un jucător profesionist austriac de tenis. Cea mai bună clasare din carieră în clasamentul ATP la simplu este locul 37 mondial, obținut la 8 ianuarie 2024. În prezent este jucătorul numărul 1 austriac.